# José Emilio García Gómez
José Emilio García Gómez (Santa Cruz de Tenerife, 1942-Santa Cruz de Tenerife, 18 de abril de 2024) fue un médico y político español. Fue alcalde de Santa Cruz de Tenerife, entre 1991 y 1995.

## Biografía
Cursó estudios en las escuelas Pías de su ciudad natal. Realizó estudios en la Facultad de Medicina de la Universidad de Cádiz, obteniendo la licenciatura en 1965. Completó su formación en el Hospital General Universitario Gregorio Marañón (Madrid) y en el Hospital General de Navarra, donde se especializó en Biopatología Clínica.
Se casó con la también médico, Pilar Vázquez.

### Trayectoria
En 1966, regresa a la Isla para hacerse cargo del laboratorio de análisis clínico familiar, comenzando su trayectoria profesional. Trabajó en el Hospital del Tórax y del Instituto Social de la Marina y Trabajos Portuarios. También fue presidente de la Asociación Regional de Médicos Analistas y vicepresidente de la Asociación de Biopatología Clínica, en 1978. Luego, en 1985 organizó y presidió en esta Capital dos Congresos Nacionales de esta especialidad.

## Vida política
Inició su trayectoria política en 1979, al fundar la  Agrupación Libre de Tenerife para participar en las elecciones municipales, siendo designado teniente de alcalde del Ayuntamiento, y presidente de la Comisión de Personal y Gobernación.
En 1980 funda el Frente Regional Canario, iniciando un proceso de unificación de las corrientes nacionalistas que confluyen en el Partido Nacionalista Canario. En 1983 se une a la comisión gestora de la Agrupación Tinerfeña de Independientes (ATI), siendo elegido secretario de este partido, participando en la fundación de la Federación de Agrupaciones Independientes de Canarias.
Entre 1987 y 1991 fue designado primer teniente de alcalde, y también presidente de la Comisión de Urbanismo del Ayuntamiento.

### Alcalde
En 1991, fue elegido alcalde de Santa Cruz de Tenerife por la Coalición Canaria. Durante su mandato se terminó el plan general de Ordenación urbana y plan Cabo-Llanos, y construyó el Parque Marítimo. Posteriormente abandonó Coalición Canaria, e ingresó en 1996 al Partido Popular.

## Fallecimiento
Falleció la noche del 18 de abril de 2024, mientras dormía, a causa de un infarto agudo de miocardio. El alcalde José Manuel Bermúdez, declaró un día de luto oficial por la muerte de García Gómez.